# 联合国大学
聯合國大學（英語：United Nations University，簡稱）是聯合國大會的附屬研究機構，根据在1973年12月的联合国大会上通过的联合国大学创建决议而成立，扮演聯合國系統與會員國的智庫角色。總部位於日本東京，目前於全球12个国家裡設有13个研究培训中心。

## 沿革
1969年，在第24次联合国大会上，当时的联合国秘书长吴丹提出了设立联合国大学的设想、并得到了以第三世界国家为中心的广泛支持，並邀請秘書長組成專家小組，與聯合國訓練研究機構（United Nations Institute for Training and Research，UNITAR）共同研究可行性。1972年9月，专家小组向联合国经济及社会理事会提交了有關開設聯合國大學研究报告，其後其創建決議在1973年12月11日第27次联合国大会上正式通過。並在隔年第28次联合国大会上通過《联合国大学章程》。日本政府在創設聯合國大學的過程中，拨款1亿美元设立捐赠基金，联合国大学在1975年9月正式开展学术工作。1974年，联合国秘书长和联合国教科文组织任命了首届联合国大学理事会成员，同时委任詹姆斯·海斯特（James M. Hester）博士担任联合国大学首任校长，并于1975年1月20日在联合国大学东京总部临时大楼里为其举行了正式任职典礼。
聯合國大學原為研究各項國際問題的學術機構，設立之初並未有招收學生及頒予學位的規劃，2009年12月21日在第64次联合国大会上通過《联合国大学章程》修正案，授權聯合國大學得以頒發碩士及博士學位，2013年12月20日第68次联合国大会上通過章程修正案，將聯合國大學理事會（The UNU Council）人數由24人減半至12人。

## 大學架構
聯合國大學總部位於日本東京，其任務為整合全球各項研究計畫。大樓是由丹下健三設計。在校園內為聯合國管轄範圍，其土地與建築物受日本法規所管。建築物屬於日本文部科學省所有，而土地受日本東京都政府所管理。聯合國大學校長（The Rector）辦公室及聯合國大學理事會亦坐落於此。

### 行政中心
全球的聯合國大學系統，主要由聯合國大學中心（UNU Centre）來進行整合協調，目前設有7個中心及辦事處來分擔協調管理工作，分別是：
- 聯合國大學中心（UNU Centre - Headquarters）位於日本東京。
- 聯合國大學行政中心 (UNU Centre - Administration) 位於馬來西亞吉隆坡。
- 政策導向電子管理中心 (Operating Unit on Policy-Driven Electronic Governance UNU-EGOV) 位於葡萄牙基馬拉斯。
- 政策研究中心 (Centre for Policy Research) 位於日本東京。
- 聯合國大學歐洲校務中心 (UNU Vice-Rectorate in Europe UNU-ViE) 位於德國波恩。
- 聯合國大學駐聯合國辦公室 (UN University Office at the United Nations) 位於美國紐約。
- 聯合國大學駐聯合國教科文組織辦公室 (UNU Office at UNESCO) 位於法國巴黎。

### 研究机构
聯合國大學在全球建立了13个研究机构，分別為：
- 聯合國大學可持續性高等研究所 (Institute for the Advanced Study of Sustainability UNU-IAS) 位於日本東京。
- 聯合國大學全球健康研究所 (International Institute for Global Health UNU-IIGH) 位於馬來西亞吉隆坡。
- 聯合國大學比較區域整合學研究所 (Institute on Comparative Regional Integration Studies UNU-CRIS) 位於比利時布魯日。
- 聯合國大學世界經濟發展研究所 (World Institute for Development Economics Research UNU-WIDER) 位於芬蘭赫爾辛基。
- 聯合國大學馬斯垂克高新技術經濟及社會研究所 (Maastricht Economic and Social Research Institute on Innovation and Technology UNU-MERIT) 位於荷蘭馬斯垂克。
- 联合国大学国际软件技术研究所 (Computing and Society UNU-CS) 位於中國澳門。
- 聯合國大學環境與人類安全研究所 (Institute for Environment and Human Security UNU-EHS) 位於德國波恩。
- 联合国大学政策研究中心（UNU Centre for Policy Research UNU-CPR）位于美国纽约。[5]
- 聯合國大學資源整合管理研究所 (Institute for Integrated Management of Material Fluxes and of Resources UNU-FLORES) 位於德國德累斯頓。
- 聯合國大學水資源、環境及健康研究所 (Institute for Water, Environment and Health UNU-INWEH) 位於加拿大哈密爾頓。
- 聯合國大學冰島計畫 (Iceland-based Programme UNU-GTP, UNU-FTP, UNU-LRT & UNU-GEST) 位於冰島雷克雅維克。
- 聯合國大學非洲自然資源研究所 (Institute for Natural Resources in Africa UNU-INRA) 位於迦納阿克拉。
- 聯合國大學拉丁美洲及加勒比海地區生物科技研究計畫 (Programme for Biotechnology in Latin America and the Caribbean UNU-BIOLAC) 位於委內瑞拉卡拉卡斯。